# Banu Kinana

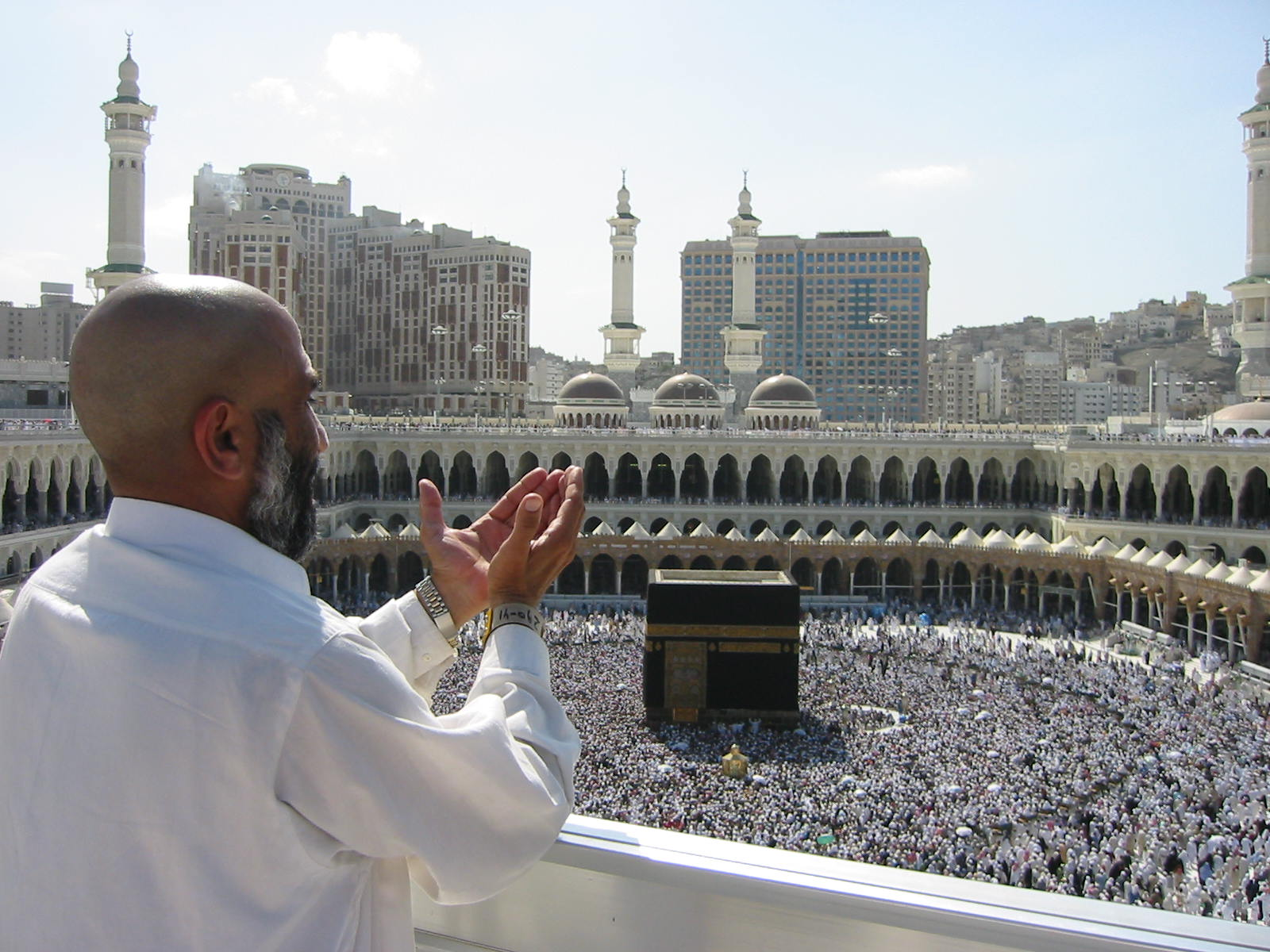
La Mecca, luogo principale d'insediamento delle tribù dei Mudar.

I Banū Kināna (in arabo بنو كنانة‎?) sono stati il più popoloso gruppo tribale adnanita delle regioni arabe occidentali (Hijaz e Tihama). 

Il loro eponimo era Kināna, che sarebbe stato nipote di Ilyās (l'Elia biblico).  La storia del gruppo affondava quindi nel più remoto passato preislamico.
Kināna sarebbe quindi stato l'antenato del profeta Maometto:
Abū Muḥammad ʿAbd al-Malik b. Hishām ha scritto:

## Branche

Siti approssimativi d'insediamento delle principali tribù arabe prima dell'Islam (ca 600 d.C./50 E.

I Banū Kināna erano suddivisi in quattro branche: al-Nadr, ʿAbd Manāt, Malakan e Malak.

### Al-Nadr ibn Kinana
Al-Nadr è il nome di Quraysh, il 13° antenato del profeta Maometto.

### ʿAbd Manāt ibn Kinana
Era una delle più grandi branche dei Kinana. Suoi figli erano Murra, Bakr e Alharith.
I Banu Layth, i Banu Dhumra, i Banu Ghufar, i Banu Jadhima, i Banu Mudlij, i Banu al-Dīl (o Duʾil] e i Banu Shuʿba erano i discendenti di ʿAbd Manāt.

### Malak (Malik) ibn Kinana
I Banu Firas ibn Ghanm ibn Tha'laba ibn Alharith ibn Malak ibn Kinana erano considerati i più valenti guerrieri di 'Ali ibn Abi Talib.

### Malakan ibn Kinana
Fu il primo uomo a essere chiamato Malakan, e suoi figli erano Haram, Tha'laba, Sa'd, Ausayd e Ghanm.

### Tribù collegate
- Banu Huthayl
- Banu Asad
- Banu Sulaym
- Banu Tamim
- Banu Thaqif